# Mars (Gard)
Mars era una comuna francesa que estaba situada en el departamento de Gard, de la región de Occitania que el 1 de enero de 2019 pasó a formar parte de la comuna nueva de Bréau-Mars como comuna delegada.

## Historia
El 26 de noviembre de 2019 el consejo municipal decidió su supresión como comuna delegada con carácter efectivo desde el 1 de enero de 2020.

## Demografía
| Gráfica de evolución demográfica de Mars entre 1800 y 2016 |
|                                                            |

Los datos demográficos contemplados en este gráfico de la comuna de Mars se han cogido de 1800 a 1999 de la página francesa EHESS/Cassini, y los demás datos de la página del INSEE.